# Região Geográfica Imediata de Ponte Nova

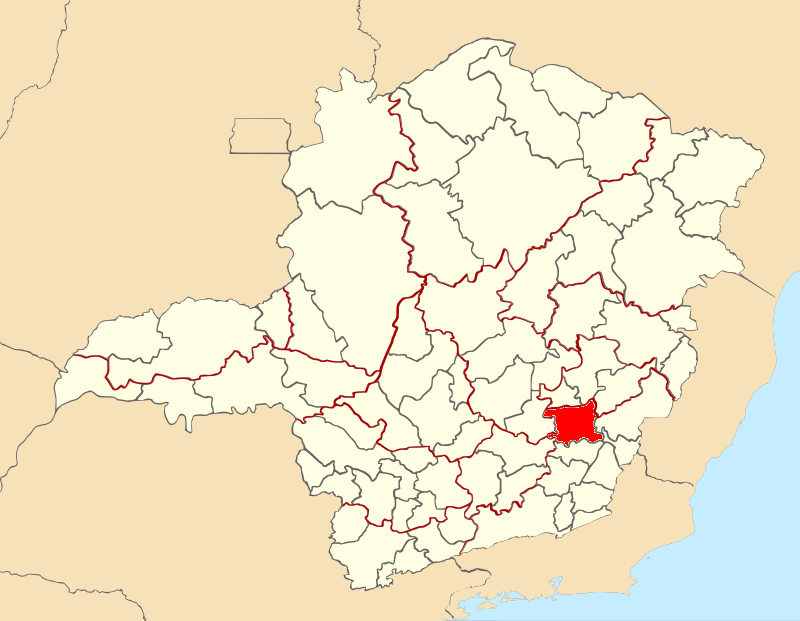
Região Geográfica Imediata de Ponte Nova.

A Região Geográfica Imediata de Ponte Nova é uma das 70 regiões geográficas imediatas do Estado de Minas Gerais, uma das dez regiões geográficas imediatas que compõem a Região Geográfica Intermediária de Juiz de Fora e uma das 509 regiões geográficas imediatas do Brasil, criadas pelo IBGE em 2017.

## Municípios
É composta por 19 municípios.
- Acaiaca
- Alvinópolis
- Amparo da Serra
- Barra Longa
- Diogo de Vasconcelos
- Dom Silvério
- Guaraciaba
- Jequeri
- Oratórios
- Piedade de Ponte Nova
- Ponte Nova
- Rio Casca
- Rio Doce
- Santa Cruz do Escalvado
- Santo Antônio do Grama
- São Pedro dos Ferros
- Sem-Peixe
- Sericita
- Urucânia

## Estatísticas
Tem uma população estimada pelo IBGE para 1.º de julho de 2017 de 182 673 habitantes e área total de 4 890,734 km².